# HMS Comet (H00)
HMS Comet là một tàu khu trục lớp C được Hải quân Hoàng gia Anh Quốc chế tạo vào đầu những năm 1930. Nó đã phục vụ cho Hạm đội Nhà và Hạm đội Địa Trung Hải trước Chiến tranh Thế giới thứ hai, vào cuối năm 1936 từng được bố trí đến vùng biển Tây Ban Nha trong sáu tháng do cuộc Nội chiến tại đây để thực thi việc cấm vận vũ khí cho cả hai phe xung đột do Pháp và Anh chủ trương. Comet được chuyển cho Hải quân Hoàng gia Canada vào năm 1938 và đổi tên thành HMCS Restigouche. Trong Thế Chiến II, nó hoạt động hộ tống các đoàn tàu vận tải trong Trận Đại Tây Dương, tuần tra chống tàu ngầm trong cuộc đổ bộ Normandy, và sau chiến tranh được dùng làm tàu chở binh lính để hồi hương binh lính Canada từ Châu Âu trước khi ngừng hoạt động vào cuối năm 1945. Restigouche bị bán để tháo dỡ vào năm 1946.

## Thiết kế và chế tạo
Comet có trọng lượng choán nước tiêu chuẩn 1.375 tấn Anh (1.397 t), và lên đến 1.865 tấn Anh (1.895 t) khi đầy tải. Nó có chiều dài chung 329 foot (100,3 m), mạn thuyền rộng 33 foot (10,1 m) và mớn nước 12 foot 6 inch (3,8 m). Con tàu được cung cấp động lực bởi hai turbine hơi nước hộp số Parsons, dẫn động hai trục chân vịt, tạo ra công suất 36.000 mã lực càng (27.000 kW) cho phép đạt tốc độ tối đa 36 hải lý trên giờ (67 km/h; 41 mph). Hơi nước cho turbine được cung cấp bởi ba nồi hơi ống nước Admiralty hoạt động ở áp suất 300 psi (2.068 kPa) và nhiệt độ 600 °F (316 °C). Comet mang theo tối đa 473 tấn Anh (481 t) dầu đốt cho phép nó có tầm xa hoạt động 5.500 hải lý (10.200 km; 6.300 mi) ở tốc độ đường trường 15 hải lý trên giờ (28 km/h; 17 mph). Thành phần thủy thủ đoàn bao gồm 145 sĩ quan và thủy thủ.
Chiếc tàu khu trục được trang bị bốn khẩu pháo QF 4,7 in (120 mm) Mk IX trên các tháp pháo đơn, được đặt tên 'A', 'B', 'X' và 'Y' tuần tự từ trước ra sau. Cho mục đích phòng không, Comet có một khẩu QF 3 inch 20 cwt giữa hai ống khói và hai khẩu QF 2-pounder 40 milimét (1,6 in) Mk II phía sau sàn trước. Pháo 3-inch được tháo dỡ vào năm 1936, và các khẩu 2-pounder được tái bố trí trên các bệ giữa hai ống khói. Nó còn được trang bị hai bệ ống phóng ngư lôi bốn nòng trên mặt nước dùng cho ngư lôi 21 in (530 mm). Ba cầu trượt được dùng để thả mìn sâu, mỗi chiếc chứa được hai quả mìn. Sau khi Thế Chiến II nổ ra, số mìn sâu mang theo được tăng lên 33 quả, được thả bởi một đường ray và hai máy phóng.
Các cải biến khác cho con tàu trong chiến tranh thoạt tiên bao gồm việc thay thế tháp pháo 'A' bằng một dàn cối Hedgehog chống tàu ngầm; thay thế hai dàn súng máy.50 calibre Vickers bốn nòng giữa hai ống khói bởi hai khẩu Oerlikon 20 mm phòng không; bổ sung hai khẩu Oerlikon trên bệ đèn pha, và tháo dỡ khẩu pháo phòng không 12-pounder. Một bộ radar bước sóng mét Kiểu 286 dò tìm mặt đất tầm ngắn cũng được bổ sung; hai khẩu pháo QF 6 pounder Hotchkiss bố trí hai bên cánh của cầu tàu để đối phó với tàu ngầm U-boat ở tầm ngắn; tháp pháo 'Y' cũng được tháo dỡ lấy chỗ để chứa thêm mìn sâu lên ít nhất 60 quả.
Comet được đặt hàng vào ngày 15 tháng 7 năm 1930 tại Xưởng tàu Portsmouth trong Kế hoạch Chế tạo 1929. Nó được đặt lườn vào ngày 12 tháng 9 năm 1930, hạ thủy vào ngày 30 tháng 9 năm 1931 như là chiếc tàu chiến thứ 14 của Hải quân Anh mang cái tên này, và hoàn tất vào ngày 2 tháng 6 năm 1932.

## Lịch sử hoạt động

### Trước chiến tranh
Sau khi chạy thử máy vào tháng 5 năm 1932, Comet nhập biên chế để phục vụ cùng Chi hạm đội Khu trục 2 trực thuộc Hạm đội Nhà vào đầu tháng 6. Vào ngày 21 tháng 7, nó bị hư hại do va chạm với tàu chị em Crescent tại Chatham, buộc phải sửa chữa tại xưởng tàu Chatham từ ngày 28 tháng 7 đến ngày 20 tháng 8. Con tàu được tái trang bị tại Chatham từ ngày 20 tháng 7 đến ngày 3 tháng 9 năm 1934; và sau khi Ý xâm chiếm Abyssinia, Comet cùng với các tàu khu trục khác của Chi hạm đội 2 được gửi đến Hồng Hải vào tháng 8 năm 1935 để theo dõi sự cơ động của các tàu chiến Ý cho đến tháng 3 năm 1936.
Comet quay trở về Anh vào tháng 4 năm 1936 và được tái trang bị tại Sheerness từ ngày 23 tháng 4 đến ngày 29 tháng 6 trước khi tiếp tục phục vụ cùng Hạm đội Nhà. Đến tháng 7, nó được bố trí nhiệm vụ tuần tra ngoài khơi bờ biển Tây Ban Nha tại khu vực vịnh Biscay để ngăn chặn tàu bè chuyên chở vũ khí tiếp tế cho các bên cũng như bảo vệ tàu bè mang cờ Anh trong giai đoạn đầu của cuộc Nội chiến Tây Ban Nha. Vào ngày 9 tháng 8, nó trợ giúp cho thủy thủ đoàn chiếc tàu buồm Anh Blue Shadow ngoài khơi Gijon sau khi con tàu nhỏ trúng đạn bắn nhầm từ tàu tuần dương Almirante Cervera thuộc phe Quốc gia. Comet tạm thời được đưa về lực lượng dự bị vào cuối năm 1936 trong khi có dự định chuyển nó cho Hải quân Hoàng gia Canada, nhưng cuối cùng hai chiếc tàu chị em với nó HMS Cygnet (H83) và HMS Crescent (H48) được chọn, và Comet tái biên chế cùng Hạm đội Địa Trung Hải trong vai trò hộ tống cho tàu sân bay Glorious vào ngày 29 tháng 12.
Comet cùng với Glorious quay trở về Portsmouth vào tháng 4 năm 1937, vào ngày 20 tháng 5 đã tham gia Duyệt binh Hạm đội tại Spithead nhân lễ Đăng quang của vua George VI. Bốn ngày sau, nó bắt đầu một đợt tái trang bị tại Portsmouth kéo dài cho đến ngày 18 tháng 6. Con tàu tiếp nối vai trò bảo vệ cho Glorious tại Địa Trung Hải cho đến khi được đại tu tại xưởng tàu Chatham vào ngày 26 tháng 5 năm 1938 để đáp ứng các tiêu chuẩn của Canada, bao gồm việc trang bị sonar ASDIC Kiểu 124.

### Chuyển cho Hải quân Hoàng gia Canada

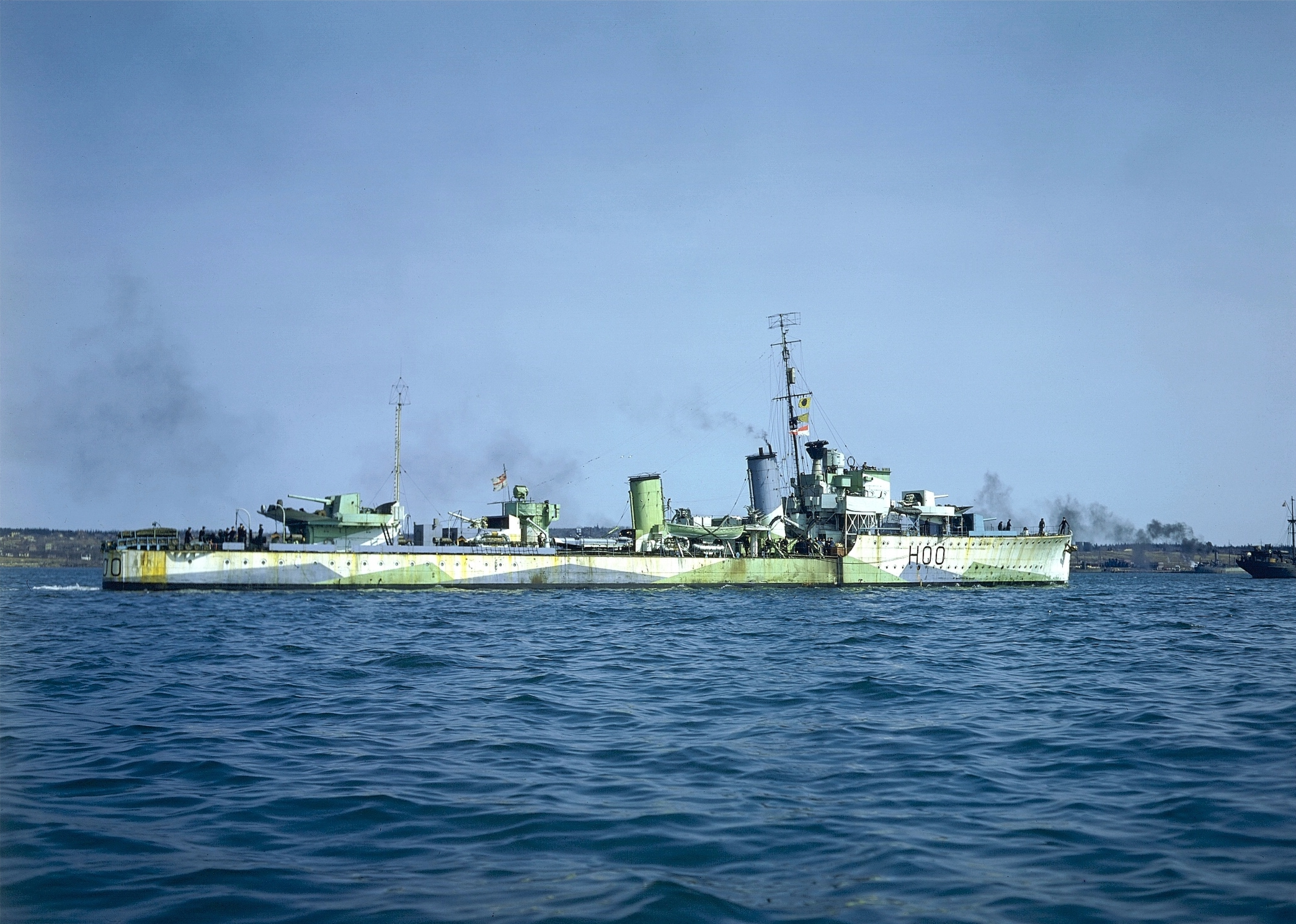
HMCS Restigouche cho thấy các cải biến vào đầu chiến tranh: ống khói sau cắt ngắn, pháo 12-pounder phòng không thay dàn ống ngư lôi phía sau, và tháp pháo 'Y' tháo dỡ lấy chỗ chứa thêm mìn sâu.

Vào ngày 11 tháng 6, Comet nhập biên chế cùng Hải quân Hoàng gia Canada và được đổi tên thành HMCS Restigouche, cho dù việc tái trang bị nó chỉ hoàn tất vào ngày 20 tháng 8. Restigouche được chuyển đến vùng bờ biển Thái Bình Dương của Canada, đi đến Esquimalt vào ngày 7 tháng 11 năm 1938. Nó tiếp tục ở lại đây cho đến khi được lệnh đi đến Halifax, Nova Scotia vào ngày 15 tháng 11 năm 1939, nơi nó làm nhiệm vụ hộ tống các đoàn tàu tại chỗ, bao gồm đoàn tàu từng đưa một nửa Sư đoàn bộ binh Canada 1 sang Anh vào ngày 10 tháng 12. Restigouche được lệnh đi đến Plymouth vào ngày 24 tháng 5 năm 1940, đến nơi vào ngày 31 tháng 5, nơi dàn phóng ngư lôi phía đuôi được tháo dỡ thay bằng pháo 12-pounder phòng không, đồng thời các khẩu 2-pounder được thay bằng dàn súng máy QF 0.5-inch Vickers Mark III bốn nòng Mark I.
Vào ngày 9 tháng 6, Restigouche được lệnh đi đến Le Havre, Pháp để triệt thoái binh lính Anh, nhưng không tìm thấy ai, nên con tàu tiếp tục tìm kiếm tại cảng Saint-Valery-en-Caux cách 40 dặm (64 km) về phía Đông Bắc Le Havre vào ngày 11 tháng 6. Nó phát hiện một số đơn vị thuộc Sư đoàn bộ binh miền núi 51, nhưng do không nhận được mệnh lệnh triệt thoái nên đã từ chối. Đang khi thu hồi đội đổ bộ, con tàu chịu đựng hỏa lực của một khẩu đội pháo Đức, nhưng không bị bắn trúng và đã bắn trả. Sau khi quay về Anh, Restigouche hộ tống nhiều đoàn tàu vận tải chở binh lính trong chặng cuối cùng của hành trình từ Canada, Australia và New Zealand vào giữa tháng 6. Vào ngày 23 tháng 6, nó hộ tống cho chiếc tàu biển chở hành khách SS Arandora Star đi đến St. Jean de Luz để triệt thoái binh lính Ba Lan và người tị nạn Anh bị quân Đức vây hãm tại vùng Tây Nam Pháp trong khuôn khổ Chiến dịch Ariel. Vào ngày 25 tháng 6 năm 1940, Restigouche, tàu chị em Fraser và tàu tuần dương hạng nhẹ HMS Calcutta quay trở về từ St. Jean de Luz khi Fraser bị Calcutta húc phải tại cửa sông Gironde trong đêm. Bị mũi chiếc tàu tuần dương đâm trúng ngay trước cầu tàu, Fraser bị cắt làm đôi cho dù phần phía sau con tàu không bị chìm ngay. Tất cả ngoại trừ 47 người trong số thành viên thủy thủ đoàn và người tị nạn được Restigouche và các tàu lân cận giải cứu. Phân nữa sau của Fraser bị Restigouche đánh đắm.
Con tàu sau đó được chuyển sang dưới quyền Bộ chỉ huy Tiếp cận phía Tây cho nhiệm vụ hộ tống vận tải. Nó lên đường đi Halifax vào cuối tháng 8 cho một đợt tái trang bị kéo dài cho đến tháng 10. Sau khi hoàn tất, Restigouche ở lại Halifax làm nhiệm vụ hộ tống vận tải tại chỗ cho đến tháng 1 năm 1941, khi nó lên đường đi sang Anh, nơi nó được biên chế vào Bộ chỉ huy Tiếp cận phía Tây. Con tàu được lệnh đi đến St. John's, Newfoundland vào ngày 30 tháng 5 để tăng cường cho lực lượng hộ tống tại Tây Đại Tây Dương. Đang khi bảo vệ cho thiết giáp hạm Prince of Wales tại vịnh Placentia vào ngày 8 tháng 8, Restigouche bị hư hại chân vịt do mắc cạn, buộc phải sửa chữa cho đến tháng 10. Nó lại phải trở vào ụ tàu không lâu sau đó do bị hư hại nặng bởi một cơn bão đang khi gia nhập Đoàn tàu vận tải ON-44 vào ngày 12 tháng 12. Việc sửa chữa tại Greenock kéo dài cho đến ngày 9 tháng 3 năm 1942 Vào lúc này bộ điều khiển hỏa lực và máy đo tầm xa đặt trên nóc cầu tàu được thay thế bằng radar dò tìm mục tiêu Kiểu 271.

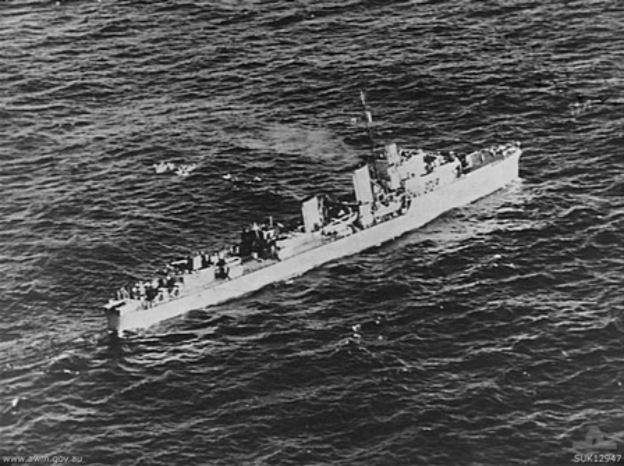
HMCS Restigouche đang vớt những người sống sót từ tàu ngầm U-boat, tháng 9 năm 1944.

Restigouche được phân về Lực lượng Hộ tống giữa đại dương sau khi hoàn tất việc tái trang bị, và đã phục vụ cùng nhiều đội hộ tống khác nhau. Con tàu được tạm thời điều về Đội hộ tống C4 vào tháng 4 năm 1943, và được tái trang bị từ tháng 8 đến tháng 12. Nó gia nhập trở lại đội hộ tống sau khi hoàn tất cho đến khi được chuyển sang Đội hộ tống 12 vào đầu năm 1944 cho hoạt động chống tàu ngầm tại khu vực tiếp cận phía Tây. Trong tháng 6-tháng 7 năm 1944, Restigouche tuần tra tại eo biển Anh Quốc và vịnh Biscay săn tìm các tàu ngầm Đức đang tìm cách đánh chìm tàu bè Đồng Minh. Trong trận Pierres Noires vào đêm 5-6 tháng 7, nó cùng phần còn lại của Đội hộ tống 12 đánh chìm ba tàu tuần tra Đức ngoài khơi Brest. Trong tháng tiếp theo, Đội hộ tống 12 bao gồm Restigouche đã đối đầu với ba tàu quét mìn Đức vào ngày 12 tháng 8 mà không đánh chìm được chiếc nào. Con tàu được gửi về Canada cuối tháng đó cho một đợt sửa chữa kéo dài. Sau khi chạy thử máy tại Bermuda, nó đi đến Halifax vào ngày 14 tháng 2 năm 1945, và bắt đầu các hoạt động hộ tống vận tải tại chỗ. Nhiệm vụ này kéo dài cho đến khi chiến tranh kết thúc vào tháng 5, lúc con tàu được sử dụng để chuyên chở binh lính hồi hương từ Newfoundland. Restigouche ngừng hoạt động vào ngày 5 tháng 10, và bị bán để tháo dỡ vào năm 1946.

## Di sản
Chiếc chuông của con tàu hiện đang được lưu giữ tại Royal Canadian Legion, Lantzville, British Columbia.